# Leesbaarheid
Leesbaarheid meet de begrijpelijkheid en duidelijkheid van geschreven tekst. Taalniveau is meetbaar. Lettertype, letterafmeting, vormgeving en kleur zijn ook bepalend. Er zijn diverse methoden en formules die de leesbaarheid bepalen. Leesbaarheidsformules zijn weinig betrouwbaar en geven geen houvast voor het verbeteren van tekst.

## Leesgemak
De Amerikaanse schrijfadviseur Rudolf Flesch presenteerde in The art of readable writing in 1949 een formule waarbij het leesgemak gelijk is aan de volgende formule:
{\displaystyle 206,835-1,015\left({\frac {\text{totaal aantal woorden}}{\text{totaal aantal zinnen}}}\right)-84,6\left({\frac {\text{totaal aantal lettergrepen}}{\text{totaal aantal woorden}}}\right)}
De landbouwsocioloog W.H. Douma paste de formule aan naar het Nederlands. De Flesch-Doumaformule stelt het leesgemak gelijk aan de volgende formule:
{\displaystyle 206,835-0,93\left({\frac {\text{totaal aantal woorden}}{\text{totaal aantal zinnen}}}\right)-77\left({\frac {\text{totaal aantal lettergrepen}}{\text{totaal aantal woorden}}}\right)}
De score verwijst naar de opleidingsniveaus:
- 0-30: academici
- 30-50: studenten
- 50-60: hoger middelbaar onderwijs
- 60-70: lager middelbaar onderwijs
- 70-80: groep 8 basisschool
- 80-90: groep 7 basisschool
- 90-100: groep 6 basisschool

De formules hadden in de Verenigde Staten invloed. Flesch lichtte schoolboeken door en adviseerde tijdschriften. In Nederland was de waardering nooit groot.

## Tekstverwerker
Sommige tekstverwerkers bepalen de leesbaarheid aan de hand van de zins- en woordlengte en de complexiteit van de zinsstructuren. Leesbaarheidsformules worden voor de Engelse taal vaak gevalideerd aan de hand van de McCall-Crabbs-passages. Technische documenten scoren vaak slecht bij leesbaarheidsmetingen. Dit komt door de complexiteit van hun onderwerp, eerder dan door het gebrek aan nauwkeurigheid.